# Гриффитс, Билл
Уильям Солтерли (Билл) Гриффитс (англ. William Salterlee (Bill) Griffiths; 26 июня 1922, Абергавенни, Монмутшир — 27 октября 2010, Абергавенни, Монмутшир) — валлийский и британский хоккеист на траве, нападающий. Серебряный призёр летних Олимпийских игр 1948 года.

## Биография
Билл Гриффитс родился 26 июня 1922 года в британском городе Абергавенни.
Начал играть в хоккей на траве, когда ему было около 14 лет. Учился в Кембриджском университете, выступал за его хоккейную команду.
С началом Второй мировой войны присоединился к Королевским ВВС. Служил в Южно-Африканском Союзе, работал инструктором по физподготовке и продолжил играть в хоккей.
Впоследствии вернулся в Уэльс. Учился в Кардиффском университете по медицинской специальности.
Играл в хоккей на траве за «Ньюпорт Атлетик».
В 1948 году вошёл в состав сборной Великобритании по хоккею на траве на летних Олимпийских играх в Лондоне и завоевал серебряную медаль. Играл на позиции нападающего, провёл 5 матчей, забил 1 мяч в ворота сборной Афганистана. 
С 1950 года играл за «Абергавенни».
В 1947—1956 годах провёл 8 матчей за сборную Великобритании и 32 матча за сборную Уэльса по хоккею на траве.
Отличался умелым исполнением пенальти.
Гриффитс пропагандировал в Великобритании игру индийскими клюшками, похожими на современные: с короткой ручкой и закруглённым крюком.
В 1967—2007 годах был президентом «Абергавенни».
Умер 27 октября 2010 года в Абергавенни.